# Sata Árpád

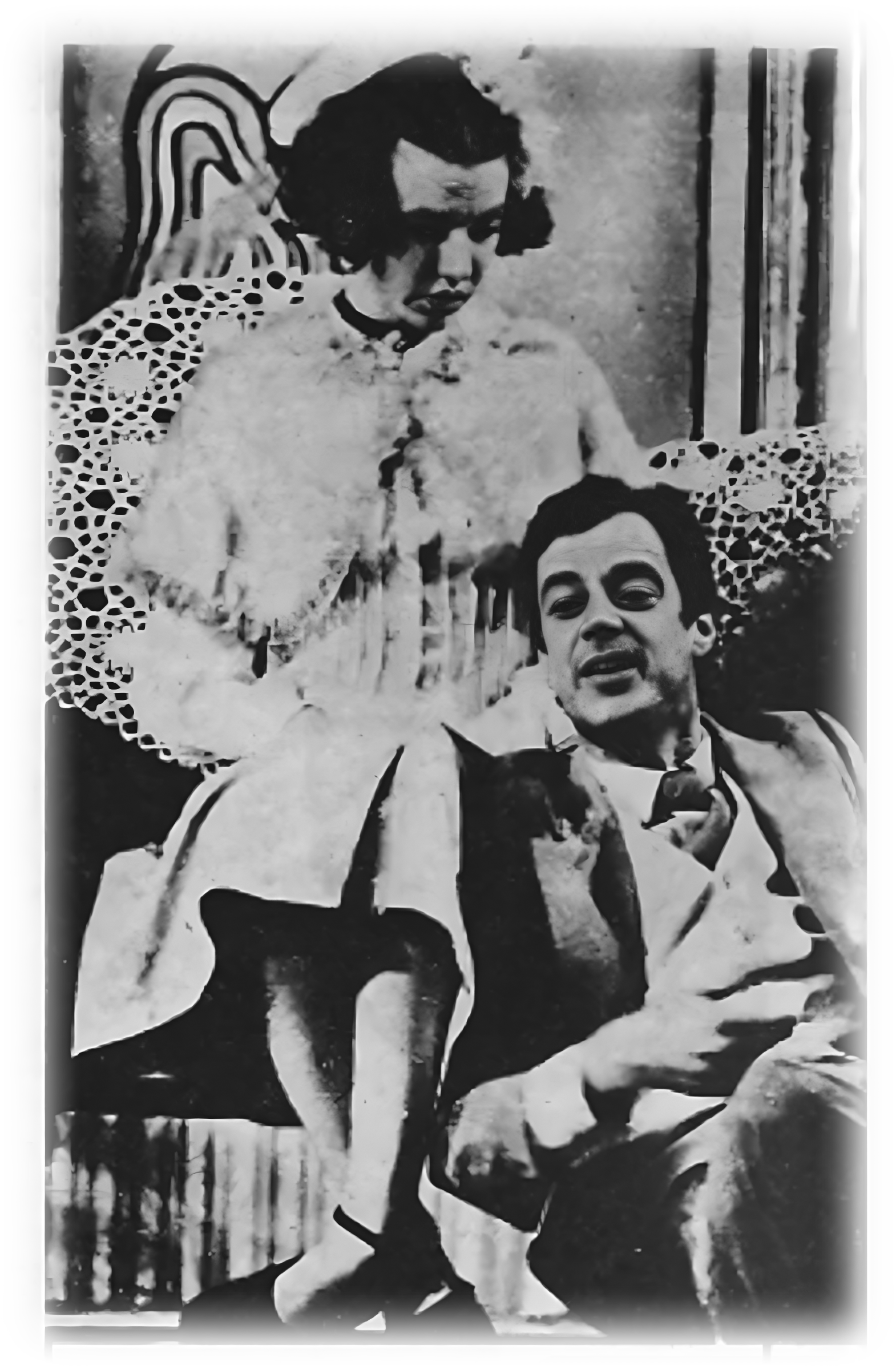
Panek Katival 1985-ben Feydeauː Zsákbamacska című darabjában
(Csomafáy Ferenc felvétele)

Sata Árpád (Székelyudvarhely, 1950. október 17. –) Aase-díjas magyar színész, rendező a Gárdonyi Géza Színház Örökös Tagja.

## Életpályája
1973-ban a marosvásárhelyi Szentgyörgyi István Színművészeti Intézetben végzett. Két évig a szatmári Északi Színház tagja, majd 1975-ben a Kolozsvári Állami Magyar Színházba szerződött. 1993-ban az egri Gárdonyi Géza Színház tagja lett. Prózai és zenés darabokban egyaránt sikeres karakterszínész. Tanítással is foglalkozik, színész- és zenészmesterséget oktat a Kelemen László Színészképző Stúdióban.
2012-ben feleségével, Sata Enikővel létrehozta a SATART Produkció nevű magántársulatot, amely azóta több felolvasószínházi előadást mutatott be.

## Fontosabb színházi szerepei
- William Shakespeare: Ahogy tetszik... Silvius, pásztor; Corinnus, pásztor; Ádám, Olivér inasa
- William Shakespeare: A tél meséje... Öreg pásztor, Perdita feltételezett apja
- William Shakespeare: Szentivánéji álom... Sipák
- William Shakespeare: Hamlet... Laertes, (Polonius) fia; Polonius, főkamarás
- Carlo Goldoni: Chioggiai csetepaté... Toni (Antonio) halászbárka-tulajdonos
- Molière: A fösvény... Jakab, szakács és kocsis
- Molière: Tudós nők... Tüske, inas; Közjegyző
- Nyikolaj Vasziljevics Gogol: A revizor... A tanfelügyelő
- Anton Pavlovics Csehov: Három nővér... Ferapont, szolga az elöljáróságon
- Anton Pavlovics Csehov: Leánykérés... Lomov
- Anton Pavlovics Csehov: A medve... Luka
- Anton Pavlovics Csehov - Michael Frayn: Vadméz... Marko, küldönc
- Mihail Afanaszjevics Bulgakov: A Mester és Margarita... Latunszkij, irodalom kritikus
- Makszim Gorkij: Éjjeli menedékhely... Tatár
- Friedrich Schiller: Ármány és szerelem... A fejedelem komornyikja
- Bertolt Brecht: Koldusopera... Edus
- Lope de Vega: Szerelem bolondságai... Lucindo
- George Bernard Shaw: Szent Johanna... Érsek
- Friedrich Dürrenmatt: Az öreg hölgy látogatása... Polgármester
- Arthur Miller: Az ügynök halála... Charley
- Raymond Queneau: Stílusgyakorlatok... szereplő
- Reginald Rose: Tizenkét dühös ember... 1. számú esküdt
- Tennessee Williams: A vágy villamosa... Mitch
- Maurice Maeterlinck: A kék madár... Tyl, Tyl Nagyapó: Sata Árpád
- Georges Feydeau: Bolha a fülbe... Victor-Emanuel Chandebise
- Georges Feydeau: A hülyéje... Gérome
- Georges Feydeau: Zsákbamacska... Lanoix
- Eugène Labiche: Olasz szalmakalap... Félix, Fadinard szolgája
- Giulio Scarnicci – Renzo Tarabusi: Kaviár és lencse... Nicola Vietoris, Helena fia
- Ray Cooney: Klikk! – Páratlan páros 2. ... Apa
- Gabriel García Márquez: Száz év magány... Melchiades
- Arnold Wesker: A konyha... Alfredo
- Peter Shaffer: Black Comedy... Georg Bamberger
- Maurice Hennequin: Elvámolt éjszaka... Baule, Paulette volt vőlegénye
- Adrian Dehotaru: Versenyvizsga... Titkár
- Bornemisza Péter: Magyar Elektra... Parasitus, király szolgája
- Antoine de Saint-Exupéry: A kis herceg... Lámpagyújtogató
- Szigligeti Ede: Liliomfi... Kányai, telegdi fogadós
- Szigligeti Ede: Fenn az ernyő, nincsen kas... Rejtei
- Csiky Gergely: A kaviár... Beregi Oszkár
- Csiky Gergely: Prolik (Ingyenélők)... Tulipán
- Csiky Gergely: Buborékok... Morosán Demeter
- Tóth Ede: A falu rossza... Lajos
- Katona József: Bánk bán... Simon bán, Melinda bátyja
- Madách Imre: Az ember tragédiája... Rudolf, I. Munkás
- Vörösmarty Mihály: Csongor és Tünde... Kurrah
- Jókai Mór: A kőszívű ember fiai... Tallérossy Zebulon
- Jókai Mór: Az aranyember... Trikálisz Euthym, Ali Csorbadzsi
- Jókai Mór: A kőszívű ember fiai... Baradlay Jenő
- Mikszáth Kálmán: Szent Péter esernyője... Srankó János; I. úr
- Gárdonyi Géza: A láthatatlan ember... Zobogány, táltosok
- Gárdonyi Géza: Egri csillagok... Cecey Péter
- Gárdonyi Géza: Annuska... János, kolduló barát
- Móricz Zsigmond: Légy jó mindhalálig... Pósalaky, öreg vak úr; Török bácsi
- Móricz Zsigmond: Rokonok... Berci bácsi
- Heltai Jenő: A néma levente... Tiribi
- Heltai Jenő: Naftalin... Dr. Szakolczay Bálint
- Móra Ferenc: A didergő király... Bánjamár király
- Szép Ernő: Vőlegény... Rudi
- Molnár Ferenc: Az üvegcipő... Sipos
- Molnár Ferenc: Liliom... Liliom
- Nóti Károly: Hippolyt, a lakáj... Schneider Mátyás
- Németh László: Görgey... Gida, Görgey bátyja
- Németh László: Az ördög... János
- Örkény István: Tóték... Cipriani (professzor)
- Sarkadi Imre: Elveszett paradicsom... János
- Békés Pál: New-Buda... Jani
- Horváth Péter: Kerti mulatság avagy írók a fogason... Brukukul úr, a galambos szomszéd
- Spiró György: Kvartett... Öreg
- Háy Gyula: Mohács... Csikasz
- Háy Gyula: cAliguLÓ... Kocsmáros
- Háy Gyula: A Pityu bácsi fia... Jani (Pityu vidéki unokatestvére)
- Kornis Mihály: Halleluja... Miksa, rettentő öreg
- Magyar Elemér: Keresd a nagypapát!... Nagypapa
- Márton László: A nagyratörő... Kovacsóczy Farkas, Erdély kancellárja
- Márton László: Az állhatatlan... Borsoló János, ítélőmester
- Márton László: A törött nádszál... Borsoló János, ítélőmester
- Gál Elemér: Héthavas gyermekei... Bihar, vezér, Rózsa testvére
- Gyárfás Miklós: Egérút... Gyula, (Orbókék) hol szörnyű, hol példamutató fia
- Kocsis István: Tárlat az utcán... I. férfi
- Karácsony Benő: Rút kiskacsa... A herceg
- Csép Sándor: Mi, Bethlen Gábor... Gergő, Bethlen titkára
- Sigmond István: Szerelemeső... Gyuszi, Csöpi barátja
- Ecaterina Oproiu: Nem vagyok az Eiffel-torony... Fiatalember
- Horia Lovinescu: A Boga nővérek... Mihai Mereuţă
- Tudor Muşatescu: Este érkezem... Puiu
- Siegfried Geyer: Gyertyafénykeringő... Tölgyfalusy Tölgyesy Titusz
- Constantin Cubleşan: Hotelszoba avagy magánélet... Boby
- Ellis Kaut: Pumukli... Éder mester
- Hans Christian Andersen: A hókirálynő... Nagyapó
- Carlo Collodi: Pinokkió... Dzsepettó
- Dániel András: Boszorkányok a Bármi utcából... Ubul
- Lucian Blaga: Manole mester... Negyedik kőműves, bányász volt hajdan
- Ábrahám Pál – Szilágyi László – Kellér Dezső: 3:1 a szerelem javára... Bence
- Lehár Ferenc: Luxemburg grófja... Anyakönyvvezető; Baptist
- Kálmán Imre: A montmartre-i ibolya... Spagetthi, végrehajtó
- Kálmán Imre: Marica grófnő... Kudelka
- Kacsóh Pongrác: János vitéz... I. gazda
- Kerényi Imre – Balogh Elemér: Csíksomlyói passió... Kajafás; Irigység
- Szirmai Albert – Bakonyi Károly – Gábor Andor: Mágnás Miska... Miska, lovászgyerek
- Andrew Lloyd Webber – Tim Rice: József és a színes, szélesvásznú álomkabát... szereplő
- Joseph Stein – Jerry Bock: Hegedűs a háztetőn... Jásszl, kalapos
- Lionel Bart: Oliver!... Mr. Brownlow, gazdag úriember
- Leonard Bernstein: West Side Story... Doc
- Vajda Katalin – Fábri Péter – Luigi Magni – Bernardino Zapponi: Legyetek jók, ha tudtok!... Fulgenzio
- Csukás István – Bergendy István: Süsü, a sárkány... Király
- Grimm fivérek – Szőke Andrea: Tizenkét hónap... December

## Filmek, tv
- Örkény István: TÓTÉK – tragikomédia 2 részben

## Rendezése
- Visky András: Megöltem az anyámat (Tiramisu)

## Díjai
- 1971 legjobb férfi alakítás díja – Művészeti Egyetemek Nemzetközi Fesztiválja, Bukarest
- 1972 legjobb versmondó díja – Művészeti Egyetemek Nemzetközi Fesztiválja, Marosvásárhely
- 1980–1987 között Kolozsváron közönségdíjas legjobb férfi színész (minden évben)
- 1982–1988 között Kolozsváron közönségdíjas a „legjobb páros” tagjaként
- 1997, 1998 – az év színésze, Napsugár díj
- 1998 – legjobb férfi alakítás díja, Páholy díj
- 2001 – Eger város nívódíja
- 2005 – Aase-díj
- 2007 – Egri Gárdonyi Géza Színház örökös tagság[4]